# Ophiomastix wendtii
Ophiomastix wendtii is een slangster uit de familie Ophiocomidae. De wetenschappelijke naam van de soort werd in 1842 gepubliceerd door Johannes Peter Müller & Franz Hermann Troschel.

## Beschrijving
Ophiomastix wendtii draagt lange, knotsvormige stekels op zijn armen. O. wendtii kan van kleur veranderen door middel van fototrope chromatoforen. Deze slangster is typisch diep karmozijnrood van kleur en vervaagt 's nachts tot neutraal beige. De kleur kan kunstmatig worden veranderd door veranderingen in de blootstelling aan licht. O. wendtii heeft een beschermingssysteem op zijn armen, bedekt met calcietkristallen. Men denkt dat het het calciet op zijn armen versterkt zijn magnesiumrijke nanoprecipitaten, waardoor de beschermende kristallen moeilijker te kraken zijn. Net als andere stekelhuidigen, vormt O. wendtii een gemineraliseerd skelet.

## Verspreiding en leefgebied
Ophiomastix wendtii wordt vaak aangetroffen in rifpuin van de Caraïbische Zee, met name in de Golf van Mexico. Het wordt het meest gevonden in de buurt van Belize en Costa Rica. Het is echter zo ver naar het zuiden gerapporteerd als in de buurt van Brazilië. Het is echter ook gemeld in het Kanaal van Mozambique, tussen de oostkust van Afrika en Madagaskar. Het wordt meestal gevonden binnen een dieptebereik van 1 tot 27 meter.

## Synoniemen
- Ophiocoma riisei Lütken, 1856[2]